# Sanan (Pace)
Sanan is een bestuurslaag in het regentschap Nganjuk van de provincie Oost-Java, Indonesië. Sanan telt 2608 inwoners (volkstelling 2010).